# Peter Schmidt
Peter Schmidt (Gent, 18 december 1945) is een gerenommeerd Belgisch exegeet, klassiek-filoloog, titulair-kanunnik van het Sint-Baafskapittel te Gent. Hij doceerde decennialang bijbelexegese met betrekking tot het Oude Testament en het Nieuwe Testament aan het Centrum voor Priester- en diakenopleiding. Als docent gaf hij ook: fundamentele en systematische Theologie, geschiedenis van Israël en Bijbelse talen. Schmidt specialiseerde zich ook in het historisch-wetenschappelijk onderzoek naar de Historische Jezus.

## Biografie
Peter Schmidt werd priester gewijd op 3 juli 1971 in Gent door Mgr. Leonce-Albert Van Peteghem.
In 1970 behaalde hij het licentiaatsdiploma klassieke filologie aan de Katholieke Universiteit Leuven en dat van exegese en Bijbelse theologie aan de Pauselijke Universiteit Gregoriana en het Pauselijk Bijbelinstituut te Rome in 1973.
In 1973 werd hij hoogleraar aan het Bisschoppelijk Seminarie Gent. 
Hij doceerde er van 1973 tot 1980 fundamentele en systematische theologie, en vervolgens wetenschappelijke bijbelexegese van het Oude Testament en Nieuwe Testament, geschiedenis van Israël en Bijbelse talen. 
In de periode 1979-1992 was hij er ook de geestelijk directeur en van 1992 tot 1996 president.
In 1974 werd hij aangesteld als bibliothecaris van de Bibliotheek van het Bisschoppelijk Seminarie Gent.
In 2000 promoveerde hij (met Prof. Dr. Marc Vervenne als promotor) tot doctor in de theologie aan de Katholieke Universiteit Leuven, met de tekst van In de handen van mensen. 2000 jaar Christus in kunst en cultuur. 
Prof. Peter Schmidt specialiseerde zich ook in het historisch-wetenschappelijk onderzoek naar de Historische Jezus. Hij voerde daarover doorheen de jaren gespreksavonden met Etienne Vermeersch, die in zijn jeugdjaren 5 jaar Jezuïet geweest was, en aan de Universiteit Gent 40 jaar lang onder meer 'Geschiedenis van het christendom' doceerde.- 'Gesprek over geloof en ongeloof' tussen Vermeersch en Schmidt - 15 oktober 2002, KULeuven
Schmidt was deeltijds docent aan de faculteit Godgeleerdheid van de Katholieke Universiteit Leuven en gaf ook lessen exegese over het Oude Testament en het Nieuwe Testament aan het Centrum voor Priester- en diakenopleiding Bovendonk in Breda, het Internationaal Noviciaat van de Broeders van Liefde te Maria-Aalter en het Hoger Diocesaan Godsdienstinstituut te Gent.

## Voornaamste lidmaatschappen
- Europese Academie voor Wetenschappen en Kunsten (European Academy of Sciences and Arts) te Wenen
- Europese Vereniging voor Katholieke Theologie EVKT (European Society for Catholic Theology ESCT) (Peter Schmidt was voorzitter van de Vlaamse sectie in de periode 1994-2000)

## Voornaamste publicaties

### Wetenschappelijke artikels
- La pauvreté du monde (1976)
- La fede: un sapere al di là della scelta? (1978)
- La gnose, hier et aujourd'hui (1980)
- The Interpretation of the Resurrection (1984)
- Motieven tot atheïsme (1984)
- De rollen van de Dode Zee: tussen sensatie en werkelijkheid (1993)
- On the Problem of Metaphorical Language and the Communicability of Religious Truth (1995)
- Religieuze kunst definiëren: mission impossible? (1997)
- Religiositeit bij Leo Apostel (1998)
- Geloof en kunst (2001)
- Jezus van Nazaret: kunnen we er wel iets over weten? (2002)
- Het evangelie volgens Matteüs (2003)
- Het kan ook anders. Beschouwingen bij De Nieuwe Bijbelvertaling (2005)
- Luthers geloof als achtergrond van Bachs houding tegenover de dood (2006)
- Si vous comprenez ce que je veux dire. Paul entre rhétorique et dogmatique (2008)

### Boeken

#### Auteur
- Woord van God, boek van mensen. Inleiding tot de evangeliën en de Handelingen (1990)
- In vrijheid, Trouw en hoop. Inleiding tot Paulus, de Katholieke Brieven en Apocalyps (1992)
- How to Read the Gospels. Historicity and Truth in the Gospels and Acts (1993)
- Het Lam Gods/ L'Agneau Mystique/ Der Genter Altar/ The Adoration of the Lamb (1995)
- De Geest in de bijbel en in de wereld (1996)
- In de handen van mensen. 2000 jaar Christus in kunst en cultuur (2000)
- Het Lam Gods / The Adoration of the Lamb / El Cordero Místico/ Der Genter Altar/ L'Agneau Mystique/ Japans (2001)
- Het Lam Gods (2005) / The Adoration of the Lamb (2006) / El Cordero Mistico (2006)
- Ongehoord. Christen zijn volgens de Bergrede (2008)
- Het Lam Gods Bezongen: de begeleidende kunstbrochure bij het gelijknamig concert (2010) (samen met de koorleider Marc Michael De Smet van het Kamerkoor Aquarius bedacht hij het concept en werkte het uit)

#### Uitgever
- Eén auteur, twee boeken. Lucas en de Handelingen van de Apostelen (1992)
- De innerlijke Kracht van de Kerk (met Johan Bonny en Ernest Henau, 1992)
- Vrijuit. 6 gesprekken met de kardinaal (2000)
- Franc parler. Six entretiens réunis par Peter Schmidt (2002)

#### Bijdragen
- Nu hebben we de hoop. In: Jean-Pierre Goetghebuer, De zieke mens nabij, pp. 369-394 (1985)
- Een nieuwe hemel en een nieuwe aarde. Apocalyps 21,1 tussen exegese en actualisering. In: Jo de Tavernier - Marc Vervenne (ed.), De mens, hoeder of verrader van de schepping?, pp. 121-140 (1991)
- Chalcedon im Leben des Christen. In: J. Ratzinger - P. Henrici (ed.), Credo. Ein theologisches Lesebuch, pp. 83-90 (1992)
- Verstaan we nog zelf wat we zeggen?. In: J. Claes - J. Kerkhofs (ed.), Geloof en Cultuur. Christen zijn in het Europa van Morgen, pp. 87-203 (1993)
- Ambten in het Nieuwe Testament en de jonge Kerk. In: Jan Kerkhofs (ed.), Europa zonder Priesters?, pp. 55-116 (1995) (Du., Eng. en Fr. vertalingen)
- Dood en een God van Liefde? In: A. Opdebeeck (ed.), De dood in de marge van het leven. Een drieluik omtrent wetenschap, religie, mensen en de dood, pp. 91-104 (1996)
- De kerksituatie achter de Pastorale Brieven. In: J. Delobel - H.J. De Jonge (ed.) Vroegchristelijke gemeenten tussen werkelijkheid en ideaal, pp. 148-162 (2001)
- Moderniteit zonder mode: Armand Demeulemeester tussen figuratie en abstractie (Bedenkingen bij het ethos van een schilder). In: "Patrick Lateur (red.), Armand Demeulemeester, een schildersleven", pp. 27-38 (2001)
- Die Reformation und die Bibel. In: G. & D. Andresen - A. Friedländer (ed.), Die Bibel. Geschichte und Gegenwart, pp. 164-181 (2002. vert. Kroatisch en Sloveens)
- De tekst onder de passie: een literair drama. In: H. Opdebeeck (ed.), De Matthäus. Kan passie troosten?, pp. 23-30 (2005)
- De joods-christelijke apocriefe evangeliën. In:  De apocriefe Jezus, pp. 13-31 (2006)
- Wat heeft ID met theologie te maken? Een antwoord aan Gijsbert van den Brink. In: D. Pollefeyt - E. De Boeck (ed.),  Niet los van God? Geloof en wetenschap pp. 261-266 (2007)